# Народно читалище „Св. св. Кирил и Методий – 1926“
Народно читалище „Св. св. Кирил и Методий – 1926“ е читалище в неврокопското село Сатовча, България. Читалището е регистрирано под № 1179 в Министерство на културата на България.
Читалището е основано в 1926 година по инициатива на Петко Колев, като пръв председател е Костадин Дервишев, в чиято къща първоначално се помещава. Основатели са Георги Попконстантинов, Стоимен Бойков, Запрян Христов, Иван Попърцов, Спас Грънчаров, Костадин Попов, Тодор Коемджиев, Илия Терзиев, Георги Карталов, Петко Колев. В 1945 година е създаден певчески ансамбъл под ръководстовото на Тодор Попов. В 1956 година е създадена и женска певческа фолклорна група с ръководител Иван Терзиев. В същата година читалището се мести в собствена сграда. В 1964 година е създадена театрална група под ръководството на Лазар Джорджев. Библиотеката на читалището има около 19000 тома.